# هوارد سامبسون
هوارد سامبسون (بالإنجليزية: Howard Sampson)‏ هو لاعب كرة قدم أمريكية أمريكي، ولد في 7 يوليو 1956 في باي تاون في الولايات المتحدة.

## وصلات خارجية
- هوارد سامبسون على موقع مرجع كرة القدم المحترفة.كوم (الإنجليزية)